# Моколії
Моколії (англ. Mokoli'i) — базальтовий острівець у складі Гавайських островів. Острівець Моку Ману (найвищий пункт 63 м над рівним морем), що знаходиться біля Оаху, приблизно 0.5 км від Куалоа Пойнт (англ. Kualoa Point). Назва острову перекладається з тутешніх мов як «маленька ящірка». 

## У міфології
Згідно гавайської міфології, острів - це залишки гігантського хвоста ящірки або дракона, який був відрубаний і кинутий в океан богинею Хіякой, не дивлячись на те, що на Гаваях немає ящірок.

## Флора і фауна
Флора і фауна Моколії постраждали від інтродуктованих видів, зокрема чорного щура та Anoplolepis gracilipes. Хоча раніше там гніздилися інші види птахів, буревісник клинохвостий - єдиний вид птахів, що гніздиться на Моколії. Ідентифіковано 72 види рослин, більшість з яких є інвазивними немісцевими видами. Тубільні рослини процвітають на узбережжі: Cyperus javanicus, Scaevola taccada та Sida fallax. Інвазивними рослинами, які домінують на схилах, є Lantana camara, Bidens alba та Schinus terebinthifolia. Острів був визначений критичним середовищем існування Panicum fauriei Американською службою охорони риби та дикої природи (USFWS) в 1983. В 2002 році USFWS ініціював програму знищення щурів з Моколії.